# Karl af Kullberg
Karl Anders af Kullberg, före 1851 endast Kullberg när han blev huvudman för adelsätten af Kullberg, född 23 augusti 1813 i Stockholm, död där 29 juni 1857, var en svensk författare. Han var son till biskopen och akademiledamoten Anders Carlsson af Kullberg.

## Biografi
Karl Kullberg blev student vid Uppsala universitet 1829, utnämndes till kammarjunkare 1835 och avlade 1838 hovrättsexamen och innehade därefter några domarförordnanden. Han gjorde flera resor i utlandet och vistades däremellan mestadels i Kalmar åren 1846–1856. Efter faderns död år 1851 blev han adelsman såsom huvudman för ätten af Kullberg. 
Kullberg övergav snart ämbetsmannabanan för att ägna sig åt författarskap.  Redan vid 20 års ålder debuterade han som romanförfattare.  Han var en god iakttagare och hade en kvick och lekande lätt, franskt elegant prosastil. Bäst lämpad var han därför för noveller och kåserier.
År 1830 vann Kullberg i Svenska akademien det mindre priset för ett skaldestycke Leopold, tryckt i tidningen Freja, som han redigerade från 1836.
Under 1847 utkom ett arbete, som väckte intresse eftersom det utgav sig för att vara en utlännings intryck från ett besök i Stockholm. Det bar titeln Minnen från en vistelse i Stockholm åren 1844–1845 av François Rouel. Översättning av A. O. Men vem var François Rouel och vem var översättaren A. O.? På dessa frågor fick allmänheten svar först flera år efteråt, då det uppdagades, att det hela var en talangfullt utförd mystifikation av Karl Kullberg.
Det kan nämnas att Karl Kullberg gav uppslaget till de "tavlor ur Stockholmslivet" i vars tecknande August Blanche senare blev en mästare. Skådespelet "Svenskarne i Neapel" 1836, fick skarp kritik i de liberala tidningarna då det uppfattades som ett angrepp från höger och måste läggas ner efter endast ett fåtal föreställningar.
Karl af Kullberg är begravd på Norra begravningsplatsen utanför Stockholm.

## RomanenEn sommar i Småland
Kullberg ägnade sig redan i slutet på 1830-talet åt den då aktuella fattigdomsfrågan och skrev artiklar i pressen. Trots att han själv var något av en dandy, så hade han stor medkänsla med de nödlidande. Han fick förstahandskunskap om vanligt folks liv, då han tjänstgjorde på en underordnad befattning som vice häradshövding på den småländska landsbygden i slutet av 1830-talet.
Romanen En sommar i Småland publicerades i november 1847 i efterdyningarna till den svåra missväxten år 1845. Kullberg vistades 1846 i sin hemstad Kalmar, som då var centrum för ett område med livsmedelsbrist, svält och umbäranden. Författaren beskriver en godsägare som pinar sina underlydande och hyllar principen att "den, som icke kan göra någon nytta här i verlden, gör bäst i att lägga sig och dö. Jag vämjes, när jag ser dessa gubbhus och enkhus, der så mycket lifsmedel, bränsle och omsorger förspillas endast för att underhålla och omvårda oduglingar. Det är synd och skam att vara vittne till en dylik konsumtion, utan spår till motsvarande produktion." Han är en kapitalisttyp, som Kullberg hatar djupt och mot denne ställer han den gammaldags välvillige patriarken, som tar ansvar för sitt folk.